# Philippe Dupin
Pour les articles homonymes, voir Dupin.
Philippe Simon Dupin, dit « Dupin cadet », né le 7 octobre 1795 à Varzy (Nièvre) et mort le 14 février 1846 à Nice (province de Nice), est un avocat et homme politique français.

## Biographie
Philippe Dupin est  le fils de Charles-André Dupin (1758-1843), magistrat qui fut député au Conseil des Anciens sous le Directoire, puis au Corps législatif sous le Consulat, et de sa femme Catherine Agnès (1763-1827).

Cousin de Claude-François-Étienne Dupin, benjamin des trois frères Dupin, cadet d'André Dupin, avocat et personnalité politique de premier plan sous la monarchie de Juillet et de Charles Dupin, mathématicien, ingénieur et homme politique.
Il fit ses études au collège de Clamecy, devint avocat et s'inscrivit au barreau de Paris en 1816 et entra dans le cabinet de son frère André, qui avait déjà acquis la célébrité. Lui-même ne tarda pas à plaider avec succès dans un certain nombre d'affaires retentissantes : l'affaire du faux comte de Sainte-Hélène, celle du chevalier Desgraviers, prétendu créancier de Louis XVIII, etc. Il fut également chargé des intérêts du duc d'Aumale, légataire universel du dernier prince de Condé, dans un procès qui fit grand bruit. À partir de 1830, lorsqu'André Dupin se consacra exclusivement à la politique, son frère reprit son cabinet et défendit les clients les plus célèbres et les plus influents le journal Le Constitutionnel, la Ville de Paris, la Chambre des notaires, la Compagnie des agents de change, Flora Tristan,  etc.
Lui-même fut élu député le 28 octobre 1830 par le collège de département de la Nièvre. Il quitta la Chambre en 1831, non sans avoir soutenu ponctuellement de ses votes le gouvernement de Louis-Philippe.
Il rentra au parlement le 9 juillet 1842 comme député du 2e collège de l'Yonne (Avallon). Il siégea de nouveau dans la majorité ministérielle, mais brièvement car il mourut avant la fin de la session, le 14 février 1846 à Nice.
Selon Gustave Vapereau, Philippe Dupin serait le père du littérateur Charles Marchal (d) (1822-1870), dit « Marchal de Bussy ». En 1847, la mère de ce dernier a fait paraître une brochure exposant ses vaines tentatives pour obtenir la reconnaissance de son fils par la famille Dupin.